# Авторське свідоцтво

А́вторське свідо́цтво — документ, що засвідчує юридичне право автора. Найбільшого розповсюдження набуло у СРСР.
Автори, які працюють на підприємствах, у науково-дослідних установах та інших організаціях, подавали заявки на одержання авторського свідоцтва, як правило, через підприємство чи організацію, де вони працюють. У випадках, коли робота здійснена в порядку виконання службового завдання, керівники підприємств і організацій оформляли заявки на видачу авторського свідоцтва на ім'я підприємства (організації) із зазначенням автора (авторів). Якщо винахід є результатом колективної творчості і при цьому неможливо встановити авторство окремих осіб, авторське свідоцтво видавалося на ім'я того підприємства (організації), де працює автор. За автором зберігалися повні особисті й майнові права, а також пільги (право авторства, право на присвоєння імені автора, права на першочергове здобуття посад наукових працівників за своїм фахом тощо).
В Україні авторське свідоцтво, видавав Комітет у справах винаходів та відкриттів при Кабінеті Міністрів України.
Нині авторське свідоцтво замінене патентом на винахід та корисну модель.